# Conventional Take-Off and Landing

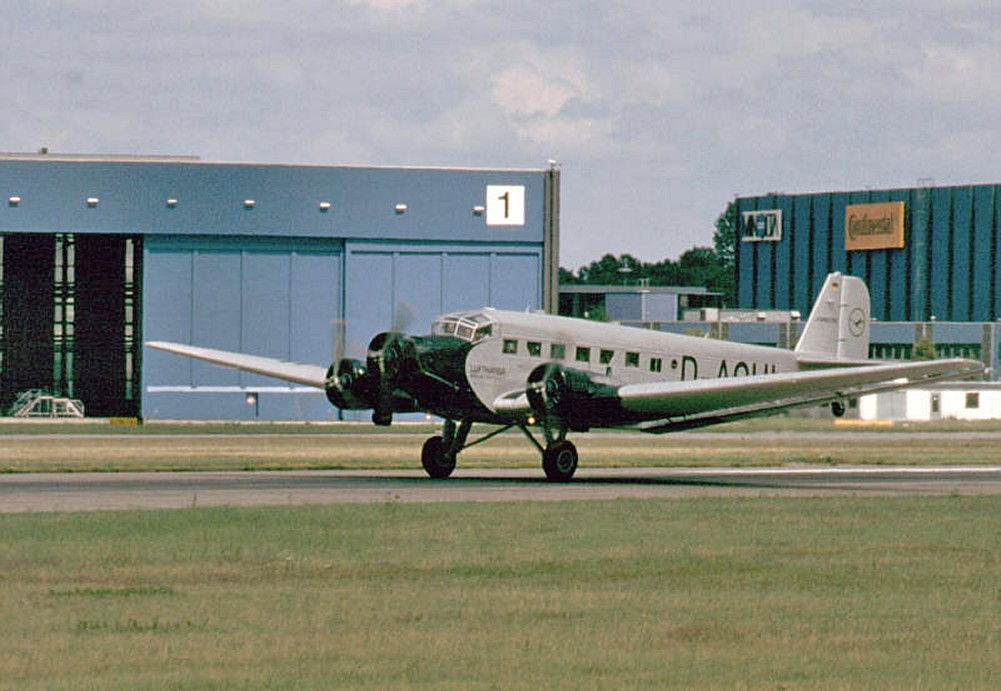
CTOL: Eine Junkers Ju 52 beschleunigt vor dem Start

Conventional Take-Off and Landing (CTOL; deutsch konventioneller Start und Landung), manchmal auch als Horizontal Take-Off and Landing (HTOL; deutsch horizontaler Start und Landung) bezeichnet, ist die konventionelle Start- und Landeweise von Flugzeugen durch Beschleunigen bis zum Erreichen der Startgeschwindigkeit bzw. Ausrollen auf einer Start- und Landebahn unter Verwendung des eigenen Fahrwerks, in Abgrenzung zu anderen Startweisen wie Senkrechtstart oder Kurzstart. Dies ist die typische Betriebsart von Passagierflugzeugen.
Wasserflugzeuge nutzen bei konventionellem Start und konventioneller Landung statt einer Start- und Landebahn die Wasseroberfläche.

## Probleme und Alternativen
Die Grenzen dieses Konzepts liegen in der Verfügbarkeit ausreichend langer und entsprechend befestigter Startpisten. Einzige Abhilfe ist die Konstruktion von Flugzeugen mit verbesserten Start- und Landeeigenschaften nach dem STOL- oder VTOL-Prinzip (kurzer Start und Landung oder Vertikalstart und -landung) bzw. Mischformen (beispielsweise STOVL) davon.

## CTOL auf Flugzeugträgern

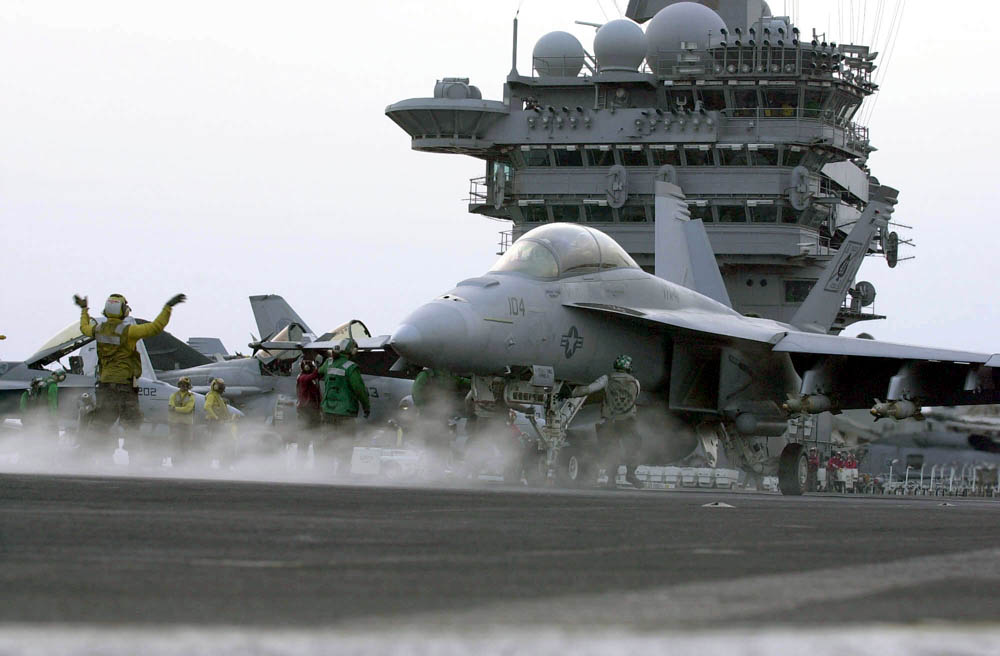
Eine F/A-18F vor einem katapultunterstützten Start

Ein Flugzeugträger kann bei Starts und Landungen mit hoher Geschwindigkeit meist gegen die Windrichtung laufen, so dass die relative Geschwindigkeit eines Flugzeuges zum Trägerschiff kleiner wird. 
Für die besonderen Bedingungen des Einsatzes auf Flugzeugträgern benötigen nach dem CTOL-Prinzip konstruierte Flugzeugtypen entsprechende Umbauten und müssen im Allgemeinen enge Vorgaben bezüglich Startgewicht und Mindestgeschwindigkeit einhalten. Da in der Regel keine Startbahn in der benötigten Länge zur Verfügung steht, werden die Flugzeuge mit einem Katapult auf kurzer Strecke auf die benötigte Startgeschwindigkeit beschleunigt, wie beispielsweise auf Trägern der Nimitz-Klasse, oder starten von einer Schanze (siehe Admiral Kusnezow). Auf der ebenfalls sehr kurzen Landebahn werden die Flugzeuge mit Hilfe von Fangseilen abrupt abgebremst und innerhalb von circa zwei Sekunden auf knapp 50 Metern zum Stehen gebracht.
Derartig eingesetzte Flugzeugträger verfügen über eine Sonderausrüstung, die aus Startkatapulten oder -rampen und einer Landevorrichtung besteht. Die Bezeichnung für diese Betriebsart ist CATOBAR (Catapult Assisted Take Off, Barrier Arrested Recovery), wenn ein Katapult zur Beschleunigung eingesetzt wird und STOBAR (Short Take-Off But Arrested Recovery) oder STOAL (Short Take-Off, Arrested Landing), wenn die Flugzeuge mit eigener Kraft, etwa von einer Sprungschanze (Ski-Jump), starten, und bei der Landung mit Fangseilen gebremst werden.